# Боливийское песо
Боливийское песо — валюта Республики Боливия с 1963 по 1987 год.
Боливийский песо состоял из 100 сентаво.

## Инфляция и денежная реформа
В результате гиперинфляции 1983—1987 годов в Боливии до 1984 года самой крупной купюрой были 1000 песо, в 1985 году — уже 10 000 000 песо. Цены выросли за это время приблизительно в миллион раз.
В 1987 году произошла денежная реформа национальной валюты — замена песо боливиано на новое боливиано — c деноминацией — понижением курса в один миллион раз. При проведении реформы правительство страны решило использовать большое количество отпечатанных ранее «гиперинфляционных» банкнот со множеством нулей как мелкие разменные деньги, заменяющие монеты. На них ставились надпечатки, понижающие номинал от миллиона до двух миллионов раз.
| | |                                                                            |                                                                            |
| 5 сентаво (0,05 новых боливиано) 1987 из 100 тыс. старых песо. Понижение номинала в 2 000 000 раз. | 5 сентаво (0,05 новых боливиано) 1987 из 100 тыс. старых песо. Понижение номинала в 2 000 000 раз. | 10 боливиано 1987 из 10 млн старых песо. Понижение номинала в миллион раз. | 10 боливиано 1987 из 10 млн старых песо. Понижение номинала в миллион раз. |